# Engelskbaserade kreolspråk
Engelskbaserade kreolspråk är sådana kreolspråk, eller pidginspråk, som baserar sig på engelska. Största delen av de engelskbaserade kreolspråken uppstod mellan 1600- och 1700-talet och de talas i Karibien, Afrika och på öarna i Stilla havet. Språken började som kontaktspråk mellan engelska kolonialister och lokala ursprungsfolk men började sedan talas som första språk av en ny generation.
De engelskbaserade kreolspråken räknas in i den s.k. makro-engelska som inkluderar engelska språket med alla dess regionala varianter. De engelskbaserade kreolspråken kan vidare indelas enligt deras geografiska distribution:
- Guineakustens kreolspråk
  - Karibisk kreolengelska (17 språk)
  - Surinamesisk kreolengelska (4 språk)
  - Västafrikansk kreolengelska (5 språk)
- Stilla havets kreolspråk
  - Bislama
  - Tok pisin
  - Pijin
  - Torres Straits kreol
  - Havaiisk kreolengelska
  - Kriol
- Pitkern